# Библиотекарям блокадного Ленинграда
Памятный знак «Библиотекарям блокадного Ленинграда» установлен в честь работников городских библиотек, сохранивших книжные фонды Ленинграда в годы блокады и не прекращавших работу в блокадном городе.
Помимо сохранения библиотечного фонда, в годы блокады не прекращался и выпуск новых книг. Так, например, «Сказку о рыбаке и рыбке» А.Пушкина издали тиражом более 90 000 экземпляров. При этом в городе работал только один книжный магазин — «Книжная лавка писателей». Библиотекари разносили по домам книги ослабевшим ленинградцам, которые от голода и слабости уже не могли сами дойти до библиотеки.
Памятный знак находится в Санкт-Петербурге около входа в музей-библиотеку «Книга блокадного города» по адресу проспект Юрия Гагарина, дом 17.
Памятный знак библиотекарям блокадного Ленинграда внесён к Книгу Памяти под номером 31074.
Координат расположения памятного знака:
N 59° 51' 46.994'' E 30° 20' 5.518''
Памятник открыт 7 мая 2013 года.
На торжественной церемонии открытия памятника присутствовал глава Московского района Санкт-Петербурга Владимир Рублёвский, а также президент Ассоциации историков блокады и битвы за Ленинград Юрий Колосов.

## Описание памятника
Памятный знак выполнен в виде доски из серого гранита, на которой изображена раскрытая книга, лежащая на фоне кирпичной кладки.
Выше над изображением книги выбит текст:
«Памяти библиотекарей блокадного Ленинграда 1941—1944»